# Hirmer Gruppe

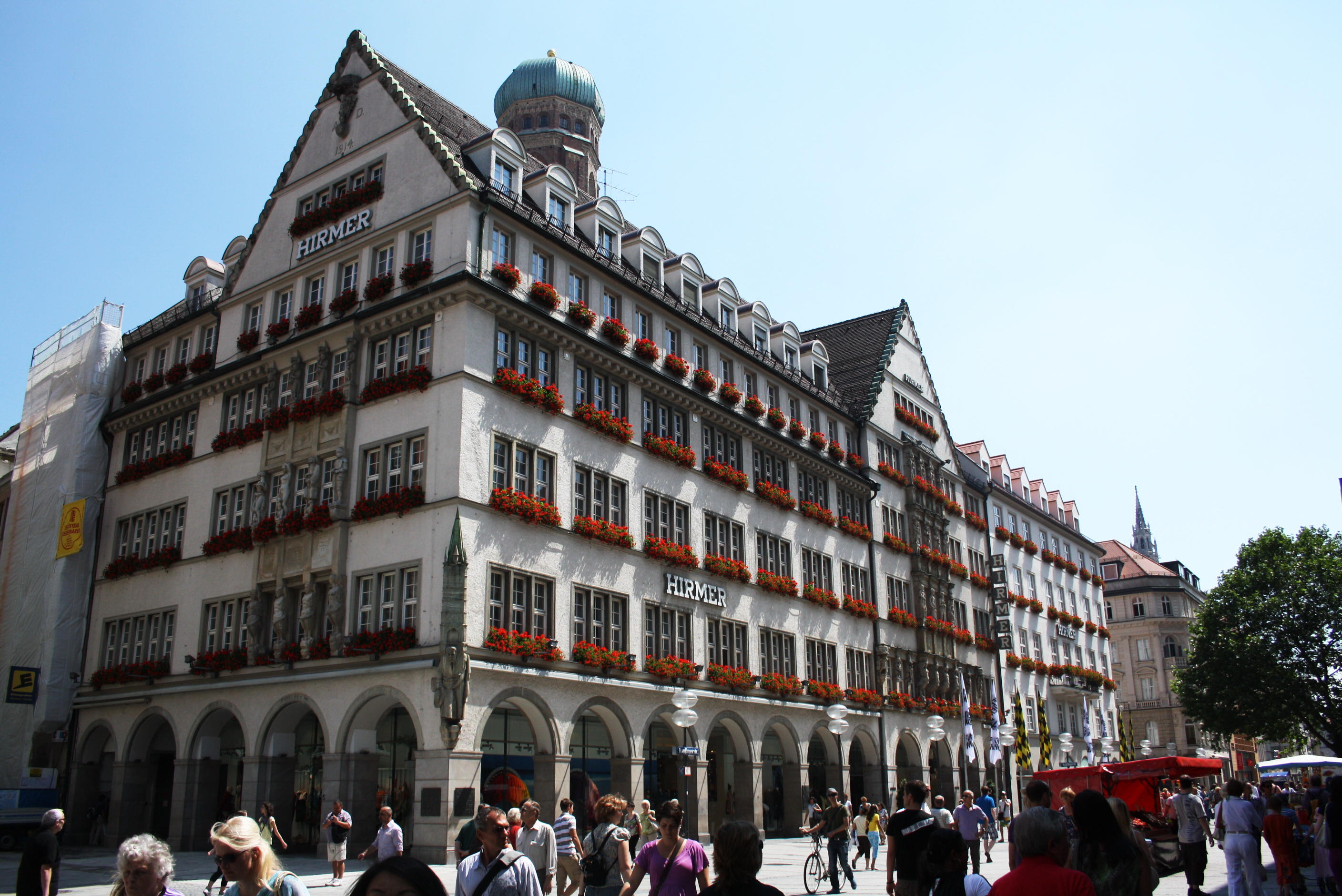
Hirmer Stammhaus seit 1962

Die Hirmer Gruppe ist ein deutsches Textil-Einzelhandelsunternehmen mit Sitz in München, das seit drei Generationen in Familienbesitz ist.

## Geschichte
Im Jahr 1876 gründete Jacob Bamberger (1849–1918) in Worms ein Konfektionsgeschäft, das später von seinen fünf Söhnen geführt wurde. Nach Eröffnungen der Filialen von Bamberger & Hertz in Frankfurt am Main, Saarbrücken, Stuttgart, Köln und Leipzig eröffneten sie 1914 die Filiale in München im Haus Kaufingerstraße 22 (heute Kaufingerstraße 28). Inhaber war der Sohn Siegfried genannt „Fritz“ Bamberger (1885–1976).
Hans Hirmer (1897–1980) trat am 15. Oktober 1915 als Verkäufer in das Münchner Geschäft von Bamberger & Hertz ein und stieg bis 1933 zum Leiter des Einkaufs für alle sechs Häuser von Bamberger & Hertz auf. Nach Schaffung der juristischen Grundlage für die „Arisierung“ Mitte 1938 übernahmen Hans Hirmer und Emil Haller mit dem Hauptkapitalgeber Theodor Döring am 25. August 1938 das Münchner Geschäft des jüdischen Inhabers Siegfried Bamberger und gründeten damit die Hirmer & Co. KG. Nach Angabe der heutigen Hirmer Office GmbH habe Hans Hirmer Bamberger mündlich zugesagt, das Unternehmen treuhänderisch zu führen, dies jedoch nicht schriftlich zugesichert.
Nach Ende des Zweiten Weltkriegs stellte die US-amerikanische Militärregierung die Hirmer & Co. KG wie auch andere arisierte Unternehmen unter Treuhandverwaltung. Diese übernahm bis zum 6. Dezember 1949 Lothar Bernstein, ein früherer Mitarbeiter von Bamberger & Hertz. 1946 leitete Siegfried Bamberger die juristischen Schritte zur Rückübertragung seines 1938 arisierten Unternehmens ein. Vor der Wiedergutmachungsbehörde I Oberbayern kam es am 21. November 1949 im Rückerstattungsverfahren zu einem Vergleich. Dieser beinhaltete die vollständige Rückübertragung sämtlicher Vermögenswerte der bisherigen Hirmer & Co. KG einschließlich der Kriegsschadensansprüche an ihn zum 21. Juni 1948. Damit verbunden war die Neugründung des Unternehmens Hirmer & Co. KG (neu) mit Hans Hirmer als persönlich haftendem Gesellschafter und Siegfried Bamberger als Mehrheitsgesellschafter in unmittelbarer juristischer Rechtsnachfolge der alten Hirmer & Co. KG.
1951 erwarb die Familie Hirmer sämtliche Unternehmens-Anteile von Siegfried Bamberger, dem einzigen Holocaust-Überlebenden der ehemals fünf jüdischen Brüder, der nicht mehr nach Deutschland zurückkehren wollte. Nach Angabe der heutigen Hirmer Office GmbH sind die Familien bis heute freundschaftlich verbunden. 1957 stieg Hirmer in die gewerbliche Immobilienentwicklung für ein Fabrikgebäude der Mantelfabrik Dorn in Giesing ein. Es folgten Investitionen in Gewerbe- und Wohnimmobilien in München und Regensburg.
1962 wurde das Stammhaus nach Übernahme der Gesamtflächen des Hauses Kaufingerstraße 22, jetzt Kaufingerstraße 28, nach einer großzügigen Umgestaltung der Verkaufsflächen neu eröffnet; es bot eine zentrale runde Treppe und eine Passage im Erdgeschoss. Das Stammhaus ist mit 9.000 m² nach eigenen Angaben der größte Herrenausstatter in Deutschland und betreibt eine Abteilung für große Größen, durch die bis zu 50 Konfektionsgrößen angeboten werden.
1971 schenkte Hans Hirmer der Stadt München den Erweiterungsbau des Seniorenheims Rümannstraße (Hans Hirmer Haus). 1980 übernahmen Max-Peter Hirmer und sein Bruder Walter Hirmer die Geschäftsführung des Stammhauses Hirmer von ihrem Großonkel Hans Hirmer. Ab 1986 baute Gerhard Schütz mit Max-Peter und Walter Hirmer die Herrenmode-Kette Eckerle  für exklusive Premium Business-Konfektion auf. Aus den zeitweilig zwölf Häusern in Deutschland bestehen 2024 noch sechs Häuser.
In Mannheim wurde 1995 das erste Hirmer-Übergrößen-Haus gegründet, die 1989 geschaffene Übergrößenabteilung im Stammhaus wächst ab 1996 zusammen mit weiteren Übergrößenhäusern zum eigenständigen Unternehmen "Hirmer Grosse Grössen" heran. In Wien eröffnete 2001 das erste Hirmer Grosse Grössen-Haus außerhalb Deutschlands. 2009 wurde der Hirmer Grosse Grössen Onlineshop gegründet. 2016 legt Hirmer Grosse Grössen mit dem tschechischen Onlineshop den Grundstein für die Internationalisierung. 2018 folgen ein polnischer und ein englischsprachiger Onlineshop. 2024 eröffnete ein niederländischer Onlineshop.
Hirmer Immobilien verwaltete in der Spitze rund 138.000 m² Immobilienbestand und baute 2014 das Campo Bahia, das WM-Quartier der deutschen Fußballnationalmannschaft. 2017 erwarb Hirmer Immobilien das geschichtsträchtige Hotel Elephant in Weimar. 2018 kamen neun Hotelbetriebsgesellschaften der Travel Charme Hotels & Resorts sowie die Servicegesellschaft mit Sitz in Berlin hinzu. Im Dezember 2019 wurde das Hotel Bachmair am See als Erbbaurecht übernommen; ein Umbau wurde durch die COVID-19-Maßnahmen verzögert, die Erweiterung auf 150 Zimmer ist bis 2025 geplant. Das historisch bedeutsame unter denkmalschutzstehende Straubinger Grand Hotel & Badeschloss in Bad Gastein wurde gekauft und renoviert. Das Hotel wurde 09/2023 wiedereröffnet. In Saló am Gardasee/Italien baute die Hirmer Immobilien das zur Hotelgruppe gehörende A-Rosa Hotel Collection, Eröffnung des Hotels 06/2024.
Im April 2024 verkaufte Hirmer seine beiden Hotelmarken Travel Charme und Urban Nature an die mehrheitlich zur Rewe Gruppe gehörende DSR Hotel Holding.

## Auszeichnungen
- 2015: TW-Forum Preis[21]